# 平野庄橋
平野庄橋（ひらのしょうばし）は、岐阜県揖斐郡大野町と岐阜県安八郡神戸町にまたがる揖斐川に架かる岐阜県道53号岐阜関ケ原線の桁橋である。河口49.6 kmに位置する。右岸で岐阜県道261号脛永万石線の堤防道路と交差する。左岸で上流側の岐阜県道92号岐阜巣南大野線の堤防道路と交差する。
橋の名の“平野庄”は、平安時代の比叡山延暦寺の荘園、美濃国“平野庄”（現在の安八郡神戸町）より。
当初から4車線で計画されており、開通時の2車線供用時は先端部は右折レーンを設けるために、1桁分のみ4車線化（実質は3車線化）されていた。4車線化されたのは開通から約30年後である。

## 概要
- 供用：
  - 下流側 1981年（昭和56年）
  - 上流側 2010年（平成22年）
- 延長：549.3 m
- 幅員：20.0 m

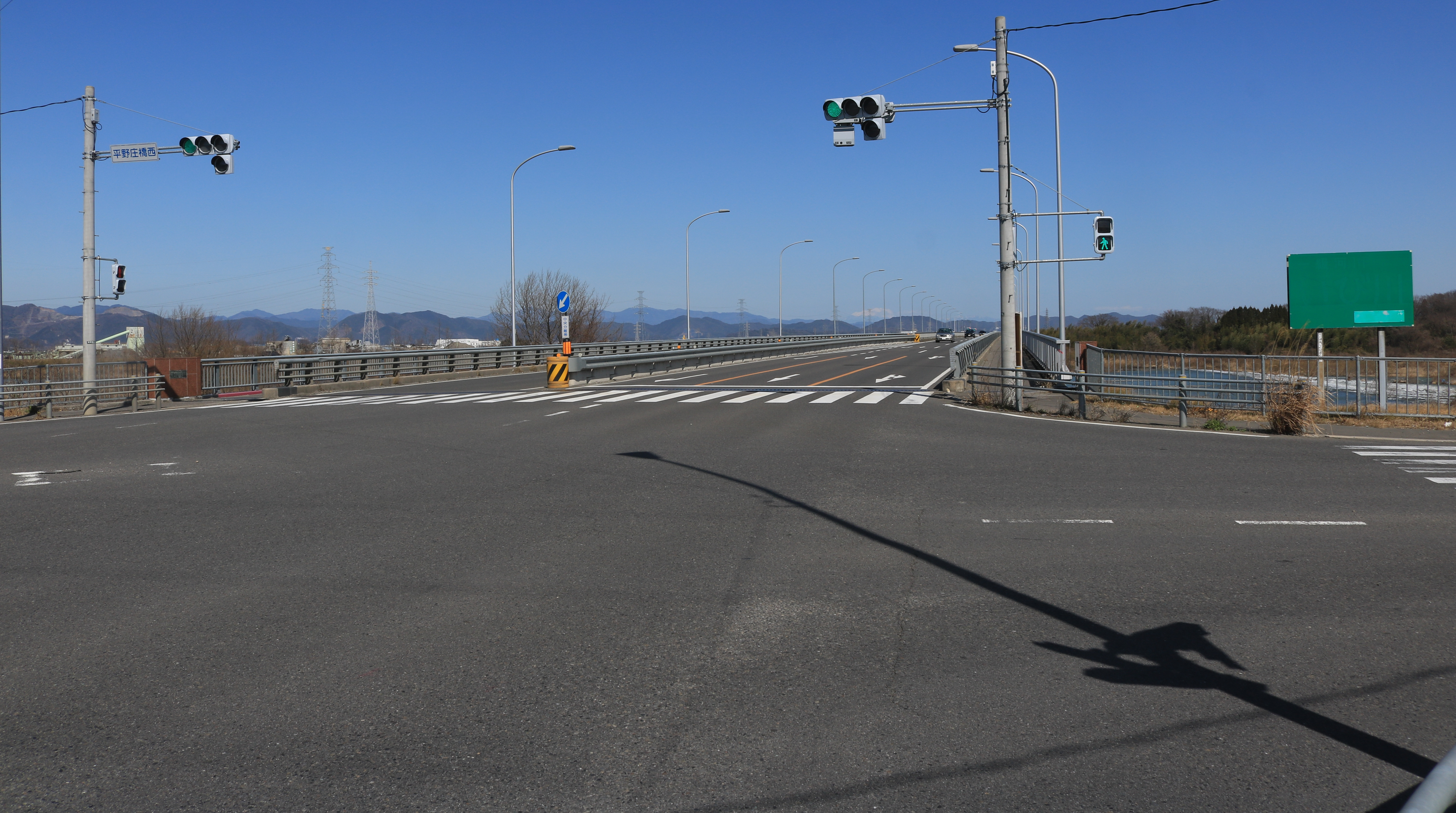
片側2車線の車道と両側に歩道がある
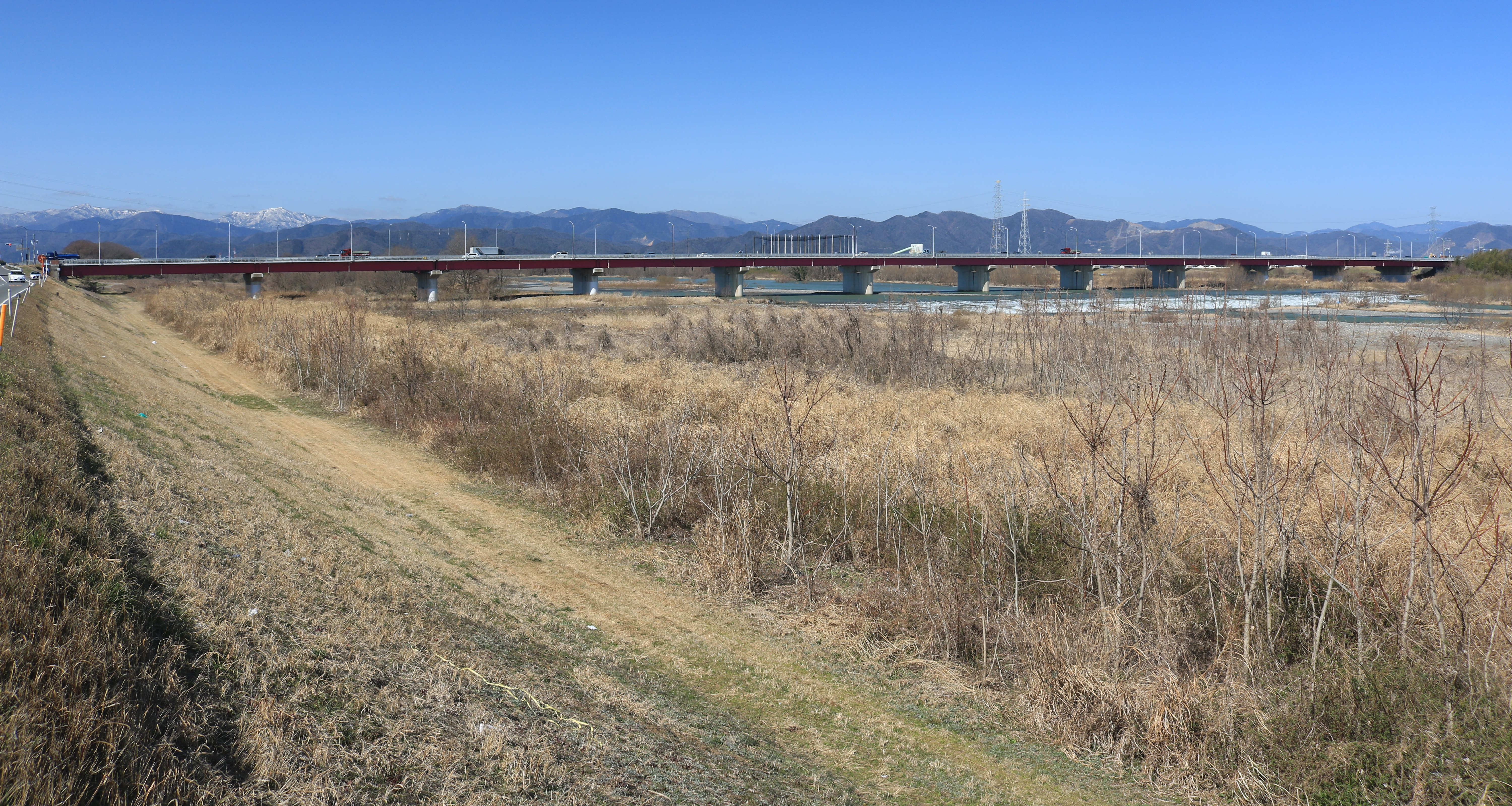
右岸の下流側から望む平野庄橋

## 歴史
- かつては本庄の渡しという渡船があり、谷汲街道谷汲山華厳寺への参拝者が利用していた。
- 1933年（昭和8年）、平野庄橋（初代）開通。この橋は車線が分かれておらず、大型車どうしのすれ違いができなかった。この橋の時代まではよく通称の「神戸橋」が使われており、岐阜市の河渡橋とどちらのゴウド橋なのか確認する住民も多かった。
- 1981年（昭和56年）、平野庄橋（2代目、現在）開通。初代のやや下流に位置する。

## その他
- 橋の下流に揖斐川6号堰堤がある。

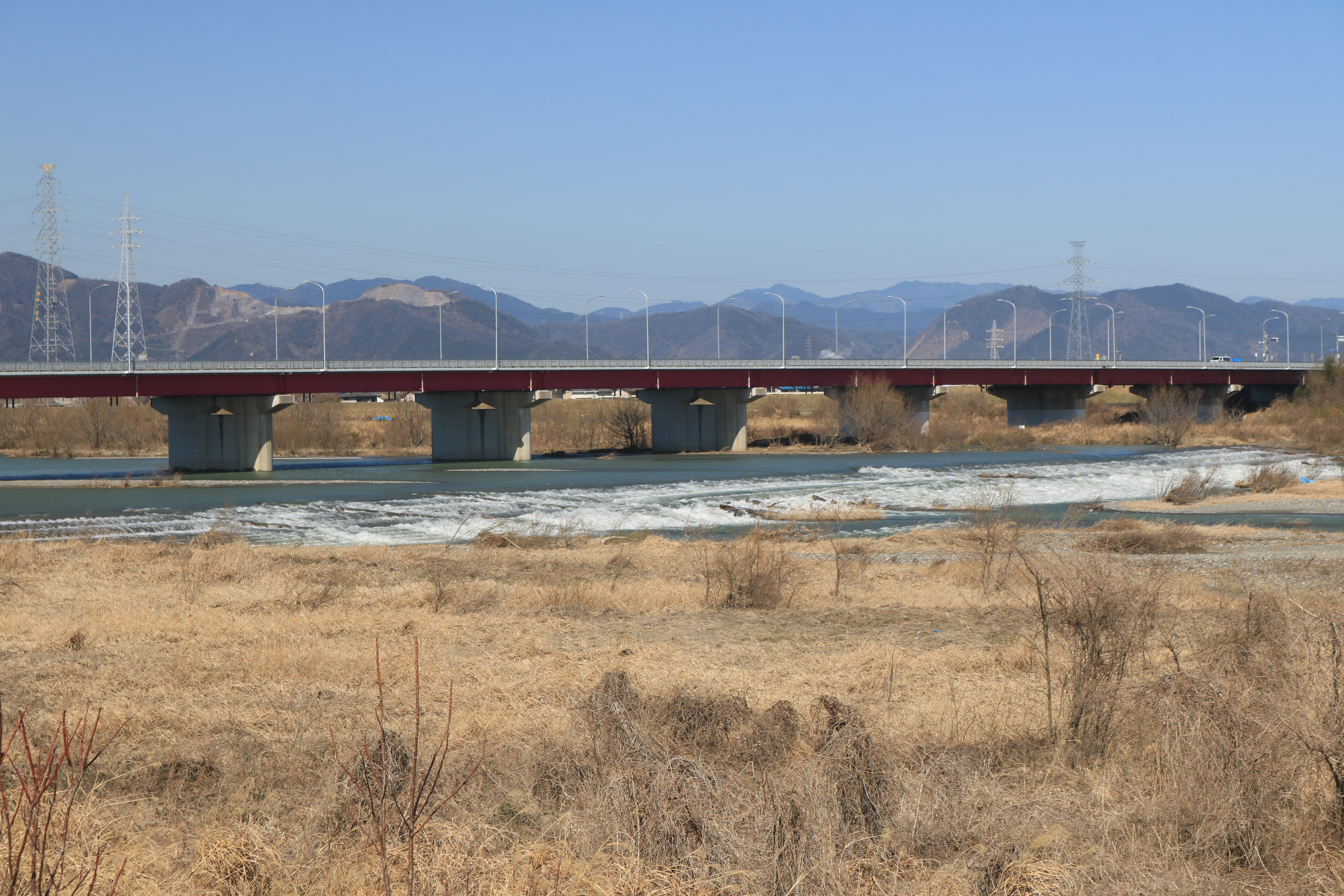
橋の下流にある揖斐川6号堰堤